# 큰눈여섯줄아가미상어
큰눈여섯줄아가미상어(Hexanchus nakamurai)는 신락상어목 신락상어과에 속하는 상어의 일종이다. 길이 1.8 m로 같은 속의 뭉툭코여섯줄아가미상어(H. griseus)와 많이 닮았고, 자주 혼동된다.

## 분포 및 서식처
거의 전 세계에서 발견된다. 주로 카리브 해, 대서양 중서부, 지중해, 인도양 그리고 서태평양 지역에서 서식한다. 대륙 사면을 따라 수심 600m까지의 심해에서 서식한다. 대부분 해저 근처에 살지만, 드물게는 바다 표면까지 이동하기도 한다.

## 형태
몸길이는 180 cm 정도이다. 몸 형태는 가느다란 방추형이다. 등쪽의 몸 색깔은 회색에서 갈색을 띠며, 배쪽은 흰색이다. 주둥이 앞 쪽은 뾰족하다. 눈은 크고 녹색으로 빛을 반사한다. 6쌍의 아가미 구멍을 갖고 있으며 제1 아가미 구멍이 가장 크고 뒷쪽의 아가미 구멍만큼 작다. 등지느러미는 하나로 몸 뒷쪽에 위치하고 있다. 꼬리지느러미는 윗쪽이 길며, 홈이 파여 있다. 위턱 치아는 갈고리 모양으로 휘어지며 날카롭다. 아래턱의 이빨은 6개의 첨두를 가진 볏 모양이다. 뭉툭코여섯줄아가미상어가 더 크지만, 외모로 구별하기는 어렵다.

## 같이 보기
- 신락상어목